# Humo en los ojos (película)
Humo en los ojos es una película musical mexicana de 1946, escrita y dirigida por Alberto Gout y protagonizada por Meche Barba y David Silva. Es considerada la película que inició la producción masiva del llamado Cine de rumberas.

## Argumento
María Ester es una joven que trabaja bailando en un cabaret. María Ester se enamora de Carlos, un marinero que sostuvo una relación en el pasado con una prostituta llamada Sofía. La rivalidad estalla entre ambas mujeres, quienes ignoran que en realidad son madre e hija.

## Reparto
- Meche Barba como María Ester
- David Silva como Carlos
- María Luisa Zea como Sofía
- Rubén Rojo como Juan Manuel
- Toña la Negra como Toña
- Fernando Soto «Mantequilla» como Chon
- Carlos Martínez Baena como Samuel
- Kika Meyer como Lupe
- Ethel Maklen
- Leopoldo Francés
- Emilio Brillas como Amigo de Juan Manuel
- Humberto Rodríguez
- José Carbo
- Victor Alcocer
- Daniel Arroyo

## Comentarios
El argumento se inspira en la canción de Agustín Lara, quién aportaba otros temas tropicales al igual que Juan Bruno Tarraza y Rafael Hernández Marín.
Una de las películas clásicas del cine de rumberas es Humo en los ojos'. En su imprescindible y deliciosa Historia documental del cine mexicano, el investigador Emilio García Riera escribe el siguiente comentario:
Es curioso el desenlace de este melodrama tropical. David Silva se siente incestuoso por simple solidaridad con su ex amante María Luisa Zea y eso le hace renunciar a una Meche Barba más fatal que nunca, a quien casi todos los personajes tienen ganas de clavarle algo (cuchillos, tijeras, etcétera). En el microcosmos del cabaret tropical, Gout descubría cuán trágicamente chocan las pasiones con las revelaciones de parentesco. Al mismo tiempo, Gout iba encontrando, tanto para él como para el género del que sería campeón, el estilo que le daría prosperidad en los próximos años.
La película fue ofrecida originalmente a la rumbera cubana María Antonieta Pons. Como no le llegaron al precio, el productor Alfonso Rosas Priego y el director Alberto Gout comenzaron a poner a prueba a varias candidatas. Entre ella se encontraban Lupita Torrentera, Yadira Jiménez y Ethel Maklen, pero finalmente la elegida fue Meche Barba, que gracias a esta cinta, hace su incursión al llamado Cine de rumberas.